# World Beer Cup
De World Beer Cup is een tweejaarlijkse competitie waarbij door de Brewers Association de beste bieren ter wereld worden verkozen. De competitie werd voor het eerst gehouden in 1996 in Vail (Colorado), met deelname van 600 bieren van 250 brouwerijen.
Er wordt door een professionele jury gekozen in 91 categorieën en daarbij wordt goud, zilver en brons uitgereikt.
Tezelfdertijd wordt ook de Champion Brewery Awards uitgereikt in 5 categorieën.

## Winnaars
Deze lijst bevat de Belgische en Nederlandse winnaars.
| jaar | inzend (landen) brouwerij | categorie                                         | prijs         | naam                                    | brouwerij                         | land      |
| ---- | ------------------------- | ------------------------------------------------- | ------------- | --------------------------------------- | --------------------------------- | --------- |
| 2016 |                           | Belgian-Style Sour Ale                            | Goud          | Geuze Boon Black Label                  | Brouwerij Boon                    | België    |
| 2016 |                           | Belgian-Style Sour Ale                            | Zilver        | Lindemans Oude Kriek Cuvee René         | Brouwerij Lindemans               | België    |
| 2016 |                           | Belgian-Style Witbier                             | Goud          | Hoegaarden                              | Hoegaarden Brewery, Inbev Belgium | België    |
| 2016 |                           | Belgian-Style Pale Ale or Blonde Ale              | Goud          | La Trappe Trappist Blond                | Bierbrouwerij de Koningshoeven    | Nederland |
| 2016 |                           | Belgian-Style Dubbel or Quadrupel                 | Zilver        | Hertog Jan Dubbel                       | Hertog Jan Brouwerij              | Nederland |
| 2014 | 4754 (58) 1403            | Best Belgian-Style Dark Strong Ale (cat63)        | Goud          | Hertog Jan Grand Prestige               | Hertog Jan Brouwerij              | Nederland |
| 2014 | 4754 (58) 1403            | Best Belgian-Style Dubbel (cat60)                 | Zilver        | Gerardus Wittems Kloosterbier Dubbel    | Gulpener Bierbrouwerij            | Nederland |
| 2014 | 4754 (58) 1403            | Best Indigenous Beer (cat15)                      | Zilver        | Kuit                                    | Witte Klavervier                  | Nederland |
| 2014 | 4754 (58) 1403            | Best Wood- and Barrel-Aged Sour Beer (cat23)      | Goud          | Rodenbach Vintage 2011                  | Brouwerij Rodenbach               | België    |
| 2014 | 4754 (58) 1403            | Best Belgian-Style Sour Ale (cat58)               | Goud          | Oude Kriek Boon                         | Brouwerij Boon                    | België    |
| 2014 | 4754 (58) 1403            | Best Belgian-Style Sour Ale (cat58)               | Zilver        | Oude Geuze Oud Beersel                  | Brouwerij Oud Beersel             | België    |
| 2014 | 4754 (58) 1403            | Best Belgian-Style Sour Ale (cat58)               | Brons         | Oude Geuze Boon                         | Brouwerij Boon                    | België    |
| 2014 | 4754 (58) 1403            | Best Belgian-Style Tripel (cat61)                 | Brons         | Delirium Tremens                        | Brouwerij Huyghe                  | België    |
| 2012 | 4014 (57) 828             | Best Rye Bier (cat10)                             | Brons         | Jopen Jacobus                           | Brouwerij Jopenkerk               | Nederland |
| 2012 | 4014 (57) 828             | Best Bohemian Style Pilsener (cat32)              | Zilver        | Krušovice Imperial                      | Brouwerij Heineken                | Nederland |
| 2012 | 4014 (57) 828             | Best Belgian-Style Blonde Ale or Pale Ale (cat58) | Brons         | Troubadour Blond                        | Brouwerij The Musketeers          | België    |
| 2012 | 4014 (57) 828             | Best Belgian-Style Sour Ale (cat59)               | Goud          | Oude Geuze Boon                         | Brouwerij Boon                    | België    |
| 2012 | 4014 (57) 828             | Best Belgian-Style Sour Ale (cat59)               | Zilver        | Oude Kriek Oud Beersel                  | Brouwerij Oud Beersel             | België    |
| 2012 | 4014 (57) 828             | Best Belgian-Style Dubbel (cat61)                 | Goud          | Leffe Bruin                             | InBev                             | België    |
| 2012 | 4014 (57) 828             | Best Belgian-Style Tripel (cat62)                 | Goud          | Westmalle Tripel                        | Brouwerij Westmalle               | België    |
| 2012 | 4014 (57) 828             | Best Belgian-Style Tripel (cat62)                 | Brons         | Steenbrugge Tripel                      | Brouwerij Palm                    | België    |
| 2012 | 4014 (57) 828             | Best Belgian-Style Pale Ale Strong (cat63)        | Goud          | Piraat                                  | Brouwerij Van Steenberge          | België    |
| 2012 | 4014 (57) 828             | Best Belgian-Style Dark ale Strong (cat64)        | Brons         | Hertog Jan Grand Prestige               | Hertog Jan Brouwerij              | Nederland |
| 2012 | 4014 (57) 828             | Best Belgian-Style other (cat65)                  | Brons         | Seef                                    | Antwerpse Brouw Compagnie         | België    |
| 2012 | 4014 (57) 828             | Best Belgian-Style other (cat65)                  | Brons         | Gauloise Amber                          | Brasserie du Bocq                 | België    |
| 2010 | 3330 (44) 642             | Best Wood- and Barrel-Aged Sour Beer (cat18)      | Zilver        | Rodenbach Vintage                       | Brouwerij Rodenbach               | België    |
| 2010 | 3330 (44) 642             | Best Belgian-Style Blonde Ale or Pale Ale (cat43) | Goud          | Troubadour Blond                        | Brouwerij The Musketeers          | België    |
| 2010 | 3330 (44) 642             | Best Belgian-Style Blonde Ale or Pale Ale (cat43) | Zilver        | Brugse Zot Blond                        | Brouwerij De Halve Maan           | België    |
| 2010 | 3330 (44) 642             | Best Belgian-Style Blonde Ale or Pale Ale (cat43) | Zilver        | Leffe Blonde                            | Inbev                             | België    |
| 2010 | 3330 (44) 642             | Best Belgian-Style Sour Ale (cat44)               | Goud          | Geuze Mariage Parfait                   | Brouwerij Boon                    | België    |
| 2010 | 3330 (44) 642             | Best Belgian-Style Sour Ale (cat44)               | Zilver        | Oude Geuze Boon                         | Brouwerij Boon                    | België    |
| 2010 | 3330 (44) 642             | Best Belgian-Style Pale Strong Ale (cat48)        | Goud          | Omer.                                   | Brouwerij Bockor                  | België    |
| 2010 | 3330 (44) 642             | Best Belgian-Style Dark Strong Ale (cat49)        | Goud          | Witte Noire Imperial Amber Wheat Ale    | De Proefbrouwerij                 | België    |
| 2008 | 2864 (58) 644             | Best Belgian-Style White (cat 41)                 | Goud          | Hoegaarden                              | Brouwerij Inbev                   | België    |
| 2008 | 2864 (58) 644             | Best Belgian- and French-Style Ale (cat 42)       | Goud          | Brugse Zot Blond                        | Brouwerij De Halve Maan           | België    |
| 2008 | 2864 (58) 644             | Best Belgian-Style Pale Ale (cat 43)              | Brons         | Special De Ryck                         | Brouwerij De Ryck                 | België    |
| 2008 | 2864 (58) 644             | Best Belgian-Style Sour Ale (cat 44)              | Goud          | Geuze Boon                              | Brouwerij Boon                    | België    |
| 2008 | 2864 (58) 644             | Best Belgian-Style Sour Ale (cat 44)              | Zilver        | Oude Geuze Oud Beersel                  | Brouwerij Oud Beersel             | België    |
| 2008 | 2864 (58) 644             | Best Belgian-Style Dubbel (cat 46)                | Brons         | Urthel Parlus Magnificum - Vlaemse Bock | Brouwerij Urthel                  | België    |
| 2008 | 2864 (58) 644             | Best Belgian-Style Tripel (cat 47)                | Goud          | Affligem Tripel                         | Brouwerij Affligem                | België    |
| 2008 | 2864 (58) 644             | Best Belgian-Style Tripel (cat 47)                | Brons         | Westmalle Tripel                        | Brouwerij Westmalle               | België    |
| 2008 | 2864 (58) 644             | Best Belgian-Style Pale Strong Ale (cat 48)       | Zilver        | Bière du Mont Saint-Aubert              | Brasserie de Brunehaut            | België    |
| 2008 | 2864 (58) 644             | Best Belgian-Style Dark Strong Ale (cat 49)       | Zilver        | Malheur 12°                             | Brouwerij Malheur                 | België    |
| 2008 | 2864 (58) 644             | Best Belgian-Style Ale Others (cat 50)            | Zilver        | Malheur Brut Réserve                    | Brouwerij Malheur                 | België    |
| 2006 | 2221 (56) 540             | Best Fruit and Vegetable Beer (cat7)              | Goud          | Rodenbach                               | Brouwerij Rodenbach               | België    |
| 2006 | 2221 (56) 540             | Best Fruit and Vegetable Beer (cat7)              | Zilver        | Fruitesse Kriek                         | Brouwerij Liefmans                | België    |
| 2006 | 2221 (56) 540             | Best Fruit and Vegetable Beer (cat7)              | Brons         | Fruitesse Framboos                      | Brouwerij Liefmans                | België    |
| 2006 | 2221 (56) 540             | Best German-Style Strong Bock (cat29)             | Zilver        | IJsbok                                  | SNAB                              | Nederland |
| 2006 | 2221 (56) 540             | Best Belgian-Style White (cat40)                  | Goud          | Hoegaarden                              | Inbev                             | België    |
| 2006 | 2221 (56) 540             | Best Belgian-Style White (cat40)                  | Brons         | Wittekerke                              | Brouwerij Bavik                   | België    |
| 2006 | 2221 (56) 540             | Best French- Belgian-Style Saison (cat41)         | Goud          | Straffe Hendrik Blond                   | Brouwerij Liefmans                | België    |
| 2006 | 2221 (56) 540             | Best Belgian-and French-Style Ale (cat42)         | Goud          | Brugse Zot                              | Brouwerij De Halve Maan           | België    |
| 2006 | 2221 (56) 540             | Best Belgian-and French-Style Ale (cat42)         | Brons         | Special De Ryck                         | Brouwerij De Ryck                 | België    |
| 2006 | 2221 (56) 540             | Best Belgian-Style Sour Ale (cat43)               | Brons         | Rodenbach Grand Cru                     | Brouwerij Rodenbach               | België    |
| 2006 | 2221 (56) 540             | Best Belgian-Style Tripel (cat45)                 | Zilver        | Affligem Tripel                         | Brouwerij Affligem                | België    |
| 2006 | 2221 (56) 540             | Best Belgian-Style Tripel (cat45)                 | Brons         | Gouden Carolus Tripel                   | Brouwerij Het Anker               | België    |
| 2006 | 2221 (56) 540             | Best Belgian-Style Dark Strong Ale (cat47)        | Goud          | Bon Secours Brune                       | Brasserie Caulier                 | België    |
| 2006 | 2221 (56) 540             | Best Belgian-Style Dark Strong Ale (cat47)        | Zilver        | Lozen Boer Abt                          | De Proefbrouwerij                 | België    |
| 2006 | 2221 (56) 540             | Best Belgian-Style Others (cat48)                 | Zilver        | Malheur Bière Brut                      | Brouwerij De Landtsheer           | België    |
| 2004 |                           | Best Belgian Style White (cat37)                  | Goud          | Hoegaarden                              | Interbrew                         | België    |
| 2004 |                           | Best Belgian-Style Sour Ale (cat40)               | Goud          | Boon Geuze Mariage Parfait              | Brouwerij Boon                    | België    |
| 2004 |                           | Best Belgian-Style Pale Strong Ale (cat41)        | Goud          | Lucifer                                 | Brouwerij Riva                    | België    |
| 2004 |                           | Best Belgian-Style Pale Strong Ale (cat41)        | Brons         | Malheur 10                              | Brouwerij De Landtsheer           | België    |
| 2004 |                           | Best Belgian-Style Dark Strong Ale (cat42)        | Goud          | Vondel                                  | Brouwerij Riva                    | België    |
| 2004 |                           | Best Belgian-Style Dark Strong Ale (cat42)        | Zilver        | Gouden Carolus Christmas                | Brouwerij Het Anker               | België    |
| 2004 |                           | Best Belgian-Style Tripel (cat42)                 | Goud          | Affligem Tripel                         | Brouwerij Affligem                | België    |
| 2002 |                           | Best Specialty Beer (cat10)                       | Zilver        | DeuS                                    | Brouwerij Bosteels                | België    |
| 2002 |                           | Best European-Style Pilsener (cat18)              | Zilver        | Stella Artois                           | Interbrew                         | België    |
| 2002 |                           | Best Belgian-Style White (cat34)                  | Goud          | Hoegaarden                              | Interbrew                         | België    |
| 2002 |                           | Best Belgian-Style Lambic (cat35)                 | · 1ste plaats | Lindemans Cuvée René                    | Brouwerij Lindemans               | België    |
| 2002 |                           | Best Belgian-Style Tripel (cat41)                 | Goud          | Gouden Carolus Tripel                   | Brouwerij Het Anker               | België    |
| 2002 |                           | Best Belgian-Style Tripel (cat41)                 | Zilver        | Tripel Karmeliet                        | Brouwerij Bosteels                | België    |
| 2002 |                           | Best Belgian-Style Others (cat42)                 | · 1ste plaats | Pauwel Kwak                             | Brouwerij Bosteels                | België    |
| 2002 |                           | Best Belgian-Style Others (cat42)                 | · 1ste plaats | Leffe blond                             | Interbrew                         | België    |
| 2000 |                           | Best Dortmunder/European-Style Export (cat19)     | Goud          | Grolsch Premium Lager                   | Grolsche Bierbrouwerij            | Nederland |
| 2000 |                           | Best Belgian-Style Dubbel (cat35)                 | Goud          | Ten Duinen Dubbel                       | Brouwerij Huyghe                  | België    |
| 2000 |                           | Best Belgian-Style Pale Strong Ale (cat38)        | Brons         | Pauwel Kwak                             | Brouwerij Bosteels                | België    |
| 2000 |                           | Best Belgian-Style White (cat40)                  | Zilver        | Hoegaarden                              | Brouwerij De Kluis                | België    |
| 2000 |                           | Best Belgian-Style Lambic (cat41)                 | Goud          | Lindemans Cuvée René                    | Brouwerij Lindemans               | België    |
| 1998 |                           | Best Belgian-Style Tripel (cat31)                 | Goud          | Tripel Karmeliet                        | Brouwerij Bosteels                | België    |
| 1998 |                           | Best Belgian-Style White (cat34)                  | Brons         | Hoegaarden                              | Brouwerij De Kluis                | België    |
| 1998 |                           | Best Belgian-Style Lambic (cat35)                 | Goud          | Belle Vue Framboise                     | Brasserie Belle Vue               | België    |
| 1998 |                           | Best Belgian-Style Lambic (cat35)                 | Zilver        | Belle Vue Gueuze                        | Brasserie Belle Vue               | België    |
| 1996 |                           | Best Belgian-Style Strong Ale (cat 31)            | Goud          | Pauwel Kwak                             | Brouwerij Bosteels                | België    |
| 1996 |                           | Best Belgian-Style White (cat 32)                 | Goud          | Hoegaarden                              | Brouwerij De Kluis                | België    |
| 1996 |                           | Best Belgian-Style Lambic (cat 33)                | Goud          | Lindemans Cuvée René                    | Brouwerij Lindemans               | België    |
| 1996 |                           | Best Belgian-Style Lambic (cat 33)                | Brons         | Belle-Vue Kriek                         | Brouwerij Belle Vue               | België    |
| 1996 |                           | Best Fruit Beers (cat 57)                         | Goud          | Liefmans Framboos                       | Brouwerij Liefmans                | België    |
| 1996 |                           | Best Fruit Beers (cat 57)                         | Brons         | Liefmans Kriek                          | Brouwerij Liefmans                | België    |

## Champion Brewery Awards
- 2012 : Large Brewing Company : AB InBev, Leuven, België